# Herbert Bamlett
Herbert Bamlett (1. marts 1882 – oktober 1941) var en engelsk fodboldtræner og dommer.
I 1914 blev han den yngste dommer til at dømme finalen i FA Cup. Han var 32 år, da han dømte kampen mellem Liverpool F.C. og Burnley F.C.. Samme år blev han træner for Oldham Athletic, hvor han var indtil 1921. I 1921 kom han til Wigan Borough, hvor han var indtil 1923. Han var derefter træner i Middlesbrough fra 1923 til 1926. Efter en kort pause blev han træner for Manchester United i 1927, indtil han måtte forlade posten i 1931. Han dømte desuden kampen mellem Skotland og England i 1914.

## Karriere

### Manchester United F.C.
Bamletts karriere i United gik ikke som man havde håbet. United var nær ved at rykke ned under hans første sæson som træner, og sæsonen efter blev det til en 12. plads. Dette forbedrede sig ikke i 1930, da klubben dette år endte på en 17. plads. Manchester United var på vej ind i en dårlig periode med økonomiske problemer.
I løbet af 1930 og 1931 gik det værre og værre. United rykkede ned efter bare syv sejre og hele 27 tabte kampe. Den 5. april 1931 stoppede Bamlett som træner for Manchester United.